# La Terrasse-sur-Dorlay
La Terrasse-sur-Dorlay là một xã trong tỉnh Loire miền trung nước Pháp.